# ダニエル・ソトレス
ダニエル・ソトレス・カスタニェダ（Daniel Sotres Castañeda、1993年5月21日 - ）は、スペイン・カンタブリア州メディオ・クデージョ出身のサッカー選手。クルトゥラル・レオネサ所属。ポジションはGK。